# بونفیم (رورایما)
بونفیم (به پرتغالی: Bonfim) یک منطقهٔ مسکونی در برزیل است که در رورایما واقع شده‌است. بونفیم ۸٬۰۹۵ کیلومتر مربع مساحت و ۱۲٬۵۵۷ نفر جمعیت دارد و ۹۲ متر بالاتر از سطح دریا واقع شده‌است.